# Karol Namysłowski
Karol Namysłowski (ur. 9 września 1856 w Chomęciskach Małych, zm. 21 sierpnia 1925, tamże) – kompozytor, dyrygent, skrzypek, twórca Orkiestry Włościańskiej w Zamościu.

## Życiorys
Twórca najstarszej polskiej orkiestry symfonicznej. Urodzony w rodzinie zubożałego ziemianina Karola i Anny z Markizów 1° v. Chrzanowskiej. W latach 1865–1867 uczęszczał do progimnazjum w Zamościu. Po dwóch latach nauki przeniósł się do Lublina, gdzie ukończył gimnazjum gubernialne, a następnie do Warszawy. Tam w latach 1872–1876 studiował w klasie trąbki i skrzypiec w Warszawskim Instytucie Muzycznym, który ukończył z wyróżnieniem. Po ukończeniu studiów, w stolicy spędził jeszcze pięć lat, w czasie których m.in. uczył muzyki i prowadził koncerty. Z czasem jednak coraz częściej przebywał w rodzinnych stronach. Tutaj przekształcił parafialne kółko muzyczne w większy zespół, któremu instrumenty kupował za własne pieniądze, i który zadebiutował podczas pasterki w roku 1880. Kapela w pierwotnej formie przetrwała do 4 listopada 1881 roku, kiedy to po wyraźnym sukcesie jaki odniosła, została przekształcona w Orkiestrę Włościańską. W ciągu kilku lat zyskała ona ogromną popularność w całym zaborze, a w roku 1885 dała pierwszy występ w Warszawie. Wraz ze swoją orkiestrą występował także przed imperatorem Wszechrusi Aleksandrem III, który podarował mu złoty pierścień z brylantami (1891). Odznaczony został również Orderem św. Jerzego. W kolejnych latach wspólnie z orkiestrą występował w Petersburgu (1896), Moskwie, Wiedniu i Pradze (1911). Przez cały czas wyławiał nowe talenty, troszczył się o byt muzyków i tworzył w orkiestrze rodzinną atmosferę. Jednak skupiał się zwłaszcza na komponowaniu nowych utworów, opartych głównie na motywach ludowych. W roku 1914 utracił wzrok. Ostatni raz orkiestrą dyrygował w roku 1917. Pomimo ślepoty dalej tworzył utwory, uczestniczył w próbach orkiestry i towarzyszył jej w podróżach (podczas ostatniej podróży do Łodzi otrzymał tytuł Honorowego Obywatela Miasta). Spoczywa na cmentarzu w Starym Zamościu. Jego imię noszą ulice w Zamościu, Łodzi, Warszawie, Lublinie, Radomiu i Wałbrzychu.
W ciągu życia wykształcił ponad 200 muzyków, a orkiestra pod jego dyrygenturą odgrywała ważną rolę w budzeniu narodowego ducha. W czasie swoich występów, podobnie jak Johann Strauss, dyrygował orkiestrą stojąc do niej plecami i grając w ręku na skrzypcach.
Kontynuatorem muzycznej działalności Karola był syn Stanisław Namysłowski.

## Twórczość
W ciągu swojego życia Karol Namysłowski napisał ok. 300 utworów, z których znanych jest obecnie 219. Większość z nich stanowiły tańce i pieśni ludowe, oparte na motywach z Zamojszczyzny. Niezrównany był zwłaszcza w mazurach, których napisał ponad 100, a najsłynniejsze z nich to: Kuba Jurek, Świr, świr za kominem oraz Podkóweczki dajcie ognia. Tworzył również większe formy muzyczne jak farsa ludowa, fantazje oraz pieśni i utwory religijne. Część z dzieł ukazała się drukiem, sporo zaginęło jednak podczas obu wojen, podobnie jak jego bogata kolekcja malarstwa.